# Макки, Дэвид
Дэ́вид Макки́ (англ. David (John) McKee, известен также под псевдонимом Violet Easton; 2 января 1935[…] или 1918, Тависток, Девон или Плимптон, Девон — 6 апреля 2022[…], Ницца) — английский писатель и иллюстратор детских книг и создатель мультфильмов.
В 2006 году он как детский иллюстратор был номинирован на премию им. Х. К. Андерсена от Британии.

## Биография
Макки родился в городе Тависток (графство Девоншир на юго-западе Англии). После окончания местной средней школы он поступил в Плимутский колледж искусств. И уже во время обучения в колледже стал продавать свои рисунки в газеты, в том числе и в общенациональную прессу. После окончания колледжа он продолжил сотрудничество с журналами «Панч», «Ридерз дайджест» и Times Higher Education (THE)
Первую свою книгу он нарисовал, ещё обучаясь в колледже, — Two Can Toucan. О южноамериканской птичке, у которой не было имени и которая отправилась на поиски своей судьбы. Что она только не перепробовала — и рубила дрова, и работала в офисе. Но больше всего ей понравилось носить банки с красками. Так как у неё был большой клюв, она могла нести не одну банку (one can) за раз, а целых две (two) — и её так и прозвали — Toucan, Тукан. Так у неё появилось имя. После этого она вернулась в родной лес и рассказала всем свою историю. Эту книгу опубликовало издательство Abelard-Schuman в 1964 году; а издание 1985 года — с новыми иллюстрациями — вышло в издательстве Andersen Press в 2001 году.
В 2011 году Макки стал почётным доктором Плимутского колледжа искусств.

## Фильмография
Би-би-си создала несколько мультфильмов на основе книг Макки. Это сериал о Mr Benn, пять фильмов для Save the Children, сериал, основанный на книгах King Rollo. В 1978 году Макки основал анимационную студию, которая выпустила множество мультфильмов, в том числе Towser Тони Росса, Spot the Dog Эрика Хилла и Maisy Люси Казн. Студия планирует запустить 26 мультфильмов по книгам Макки про Элмера.

## Другие работы
Макки также иллюстрировал книги других авторов. В том числе — книги своей жены Виолетты Макки и своего сына Чака Макки.
Также он разработал картонные книги про Элмера, водонепроницаемые книги, раскраски, книги поп-ап.

## Награды
Немецкая международная детская литературная премия — 1987 г.